# Hampden (ort i Australien)
Hampden är en ort i Australien. Den ligger i kommunen Goyder och delstaten South Australia, omkring 96 kilometer nordost om delstatshuvudstaden Adelaide.
Runt Hampden är det mycket glesbefolkat, med 2 invånare per kvadratkilometer.. Närmaste större samhälle är Eudunda, nära Hampden.
Trakten runt Hampden består till största delen av jordbruksmark. Genomsnittlig årsnederbörd är 368 millimeter. Den regnigaste månaden är februari, med i genomsnitt 70 mm nederbörd, och den torraste är december, med 8 mm nederbörd.